# Серф (острів)
Серф (фр. Île aux Cerfs) — гранітний острів в Індійському океані, у складі Внутрішніх Сейшельських островів. Належить державі Сейшельські Острови.

## Історія
Серф отримав свою назву від французького фрегата Le Cerf, який 1 листопада 1756 року зайшов у Порт-Вікторія. На його борту був Корнейль Ніколас Морфей (фр. Corneille Nicholas Morphey), лідер французької експедиції до Сейшельських островів.

## Географія
Острів Серф розташований за 4 км на північний схід від острова Мае. У довжину має 1,5 км, у ширину — 1 км. Острів оточений кораловим рифом. За походженням це гранітний острів, найвища його точка має висоту 108 м.
Клімат острова тропічний, середня температура коливається впродовж року від 24 °C до 33 °C. Сезон дощів продовжується з грудня по лютий.

## Природа
Раніше на острові вирощували кокоси, зараз Серф є частиною Національного морського парку Святої Анни. Острів вкритий екзотичними чагарниками, в яких живуть гігантські черепахи (лат. Megalochelys gigantea) та крилани (лат. Pteropodidae).
У прибережних водах живе близько 150 видів коралових риб, краби, морські їжаки, морські зірки, восьминоги та інші тварини.

## Населення
Серф — єдиний заселений острів з тих, що входять до складу Національного парку Святої Анни-Марії. Населення острова становить близько 100 осіб, більша частина населення живе у південній частині острова та їздить на роботу до острова Мае.
На острові жили письменник Уілбур Сміт, мисливець за скарбами Вільям «Білл» Тревіс та дизайнер яхт Філ Саутвелл. У 1998 році на острові жили артисти Ліза Сверлінг та Ральф Лазар, які працювали над мультфільмом «Планета Гарольда».

## Туризм
Острів Серф відомий своїм пляжами і є дуже популярним серед дайверів. Тут розташовано 2 готелі, гостьові будиночки, три ресторани, спа-центр і бар. Також на острові є невелика художня галерея, каплиця та кладовище.
На острові немає магазинів, вимощених доріг чи місцевої інфраструктури, зв'язок з Мае та іншими островами проводиться за допомогою човнів та катерів, також є вертолітний майданчик в одному з готелів. Електрика, телефонний зв'язок та питна вода також надаються з Мае.